# Erazistrat
Erazistrat (грч. Ἐρασίστρατος Loulida, ostrvo Kea, oko 304. — Alesandrija oko 250. p. n. e.) bio je grčki anatom i lekar Seleuka I Nikatora od Sirije.
Bavio se anatomskim istraživanjima i kako bi svoja znanja iz ove oblasti preneo i drugim lekarima, zajedno sa kolegom Herofilom osnovao je školu anatomije u Aleksandriji, u kojoj je nastavio da se bavi seciranjem leševa.
Pripisuje mu se prvi naučni opis srčanih komora, kao i zaključak da je srce mišićna pumpa, a ne središte osećanja. Erazistrat je bio među prvim anatomima koji je pravio razliku između arterije i vene, ali je pogrešno tumačio njihovu ulogu. Naime on je verovao da su arterije pune vazduha i da prenose „animalni duh“ (pneumu).
Erazistrat je smatrao da su osnovni element tela atomi, i da ih aktivira duh, dusa ili „pneuma“ koja se kreće kroz živce. Takođe smatrao je da živci sprovode „nervni duh“ iz mozga u ostale delove tela.
Erazistrat je razlikovao i funkcije senzornih i motoričkih nerva, i njihovu funkciju povezao je sa moždanom aktivnošću. Bio je veliki zagovornik preventivne medicine.

## Literatura
- Brain, Peter (1986). Galen on bloodletting : a study of the origins, development, and validity of his opinions, with a translation of the three works. Cambridge: Cambridge University Press. ISBN 978-0-521-32085-6.
- Fraser, P. M. (1969). „The Career of Erasistratus of Ceos” (PDF). Istituto Lombardo, Rendiconti. 103: 518—537. Архивирано из оригинала (PDF) 27. 08. 2011. г. Приступљено 29. 01. 2015.
- Galen (1984).  Furley, David J.; Wilkie, J.S., ур. Galen on respiration and the arteries. Princeton, NJ: Princeton University Press. ISBN 978-0-691-08286-8.
- Galen (1984).  De Lacy, Phillip, ур. On the Doctrines of Hippocrates and Plato (3rd изд.). Berlin: Akademie-Verlag.
- Galen (1916). On the natural faculties. Arthur John Brock, trans. London: W. Heinemann. ISBN 978-0-674-99078-4.
- Harris, C. R. S. (1973). The heart and the vascular system in ancient Greek medicine. From Alcmaeon to Galen. Oxford: Clarendon. ISBN 978-0-19-858135-2.
- Lloyd, G. E. R. (1975). „A Note on Erasistratus of Ceos”. Journal of Hellenic Studies. 95: 172—175. JSTOR 630879. S2CID 162191151. doi:10.2307/630879.
- Lonie, I. M. (1964). „Erasistratus, the Erasistrateans, and Aristotle”. Bulletin of the History of Medicine. 38: 426—443. PMID 14213123.
- Smith, W. D. (1982). „Erasistratus's dietetic medicine”. Bulletin of the History of Medicine. 56 (3): 398—409. PMID 6753988.
- von Staden, Heinrich (1975). „Experiment and Experience in Hellenistic Medicine”. Bulletin of the Institute of Classical Studies. 22 (1): 178—199. doi:10.1111/j.2041-5370.1975.tb00340.x.

## Spoljašnje veze
Mediji vezani za članak Erazistrat na Vikimedijinoj ostavi